# Коган, Павел Давыдович
Па́вел Давидович Ко́ган (4 июля 1918, Киев — 23 сентября 1942, под Новороссийском, Краснодарский край) —
советский поэт романтического направления. Автор слов песни «Бригантина».

## Биография
Родился в Киеве в семье Давида Борисовича (Боруховича) Когана (1895—1970) и Фани Моисеевны Коган (урождённая Парташникова, 1896—1977). В 1922 году вместе с родителями переехал в Москву.
В 1936—1939 годах учился в ИФЛИ, затем также занимался и в Литературном институте имени А. М. Горького. Выделялся из группы молодых поэтов, собиравшихся на поэтическом семинаре Ильи Сельвинского (А. Яшин, С. Наровчатов, М. Кульчицкий и другие). При жизни не публиковался, хотя его стихи были популярны в кругу московской литературной молодёжи. Совместно с другом Георгием Лепским сочинил несколько песен, в том числе песню «Бригантина» (1937), с которой позже, уже в 1960-е годы, началась его известность.
В 1937 году написал стихотворение «Поэту», посвящённое расстрелу Гумилёва и, по-видимому, оставшееся неизвестным органам НКВД. В 1966 году, несмотря на практически дословную цитату из знаменитого гумилёвского «Жирафа», это стихотворение было опубликовано в сборнике вместе с другими стихами Когана.
По некоторым версиям, Коган являлся агентом-провокатором НКВД, в частности, способствовал аресту Льва Ландау в 1938 году.
В 1940 году впервые прочитал отрывки из романа в стихах «Владимир Рогов» Иосифу Уткину, руководителю объединения молодых поэтов при Союзе Писателей в Доме Литераторов.
Ещё школьником дважды исходил пешком центральную Россию. Побывал в геологической экспедиции в Армении (где его застала война). Хотя по состоянию здоровья (близорукость) был освобождён от призыва, закончил Военный институт иностранных языков Красной Армии (ВИИЯКА), эвакуированный в 1941 году из Москвы в Ставрополь Куйбышевской области, в санаторий «Лесное». Стал военным переводчиком 2 разряда 1339 стрелкового полка 318 стрелковой дивизии разведотряда в звании воентехник 2 ранга (лейтенант). Написал строевую песню для своего батальона на мелодию «Бригантины».
23 сентября 1942 года на сопке Сахарная Голова под Новороссийском Коган и возглавляемая им разведгруппа попали в перестрелку, в которой он был убит.
Посмертно награждён мемориальной медалью литературного конкурса имени Н. Островского (1968), проводившегося Союзом писателей СССР и издательством «Молодая гвардия». Его произведения переведены на многие иностранные языки.
Творчество Когана, из которого многое утрачено, обнаруживает влияние Э. Багрицкого, что типично для времён его молодости. Революционная патетика сочетается с патриотизмом и темой военной угрозы. Некоторые стихи Когана, не связанные с политикой, позволяют уловить горечь, поиски сути жизни, но цельного впечатления они не оставляют. В стихах Когана преобладает повествовательность, для него важен ритм. 
Вольфганг Казак

## Семья
- Жена (1-й брак) — писательница Елена Ржевская[7].
  - Дочь — Ольга Павловна Коган (род. 1939). Её муж — доктор химических наук Борис Давидович Сумм, профессор МГУ.
    - Внучка — переводчик Любовь Борисовна Сумм[8], кандидат филологических наук.
- Гражданский брак — Нина Александровна Бать[8][9] (1916—1999), редактор, переводчик, поэт. Племянница Л.Г. Бать (дочь ее старшего брата).

## Издания
- Коган П. Гроза. — М.: Советский писатель, 1960. — 96 с.
- Имена на поверке. — М., 1963.
- Имена на поверке. / Сост — Д. Ковалёв, предисл. — С. Наровчатов/. — Молодая гвардия, 1965, 1975.
- Стихи // Советские поэты, павшие на Великой Отечественной войне / Предисл. А. Суркова. Вступ. ст. В. Кардина. — М.—Л., 1965.
- Коган П. Стихи. Воспоминания о поэте. Письма. — М.: Молодая гвардия, 1966.
- Коган П. Гроза. — М.: Советский писатель, 1989. — 176 с. Тираж 50000 экз. ISBN 5-265-00035-6

## Цитаты
Семнадцатилетний Павел Коган написал бескомпромиссные строки, ставшие впоследствии знаменитыми:

Я с детства не любил овал!

Я с детства угол рисовал!— Павел Коган. Гроза (1936)
Стихотворение — поразительный автопортрет первого поколения, выросшего при советской власти и готового ради ее окончательного торжества переступить через многое — разобранное впоследствии на цитаты и мотивы:

        Мы пройдем через это.

        Мы затопчем это, как окурки,

        Мы, лобастые мальчики невиданной революции.

        В десять лет мечтатели,

        В четырнадцать — поэты и урки.

        В двадцать пять —

        Внесенные в смертные реляции.

        ...Мое поколение —

        это зубы сожми и работай,

        Мое поколение —

        это пулю прими и рухни.

        Если соли не хватит —

        хлеб намочи потом,

        Если марли не хватит —

        портянкой замотай тухлой.  — Павел Коган. Письмо (Жоре Лепскому), 1940
Мечты о мировой революции:

Есть в наших днях такая точность,

Что мальчики иных веков,

Наверно, будут плакать ночью

О времени большевиков…

Но мы еще дойдем до Ганга,

Но мы еще умрем в боях,

Чтоб от Японии до Англии

Сияла Родина моя.— Павел Коган. Лирическое отступление (из романа в стихах), 1940 - 1941
Лев Аннинский о Павле Когане: «Он остался бы в истории советской лирики, даже если написал бы единственно то самое четверостишие, где „умрем“, дойдем „до Ганга“. Фантастичность перспективы (до Ганга! Ближе негде омыть сапоги?) не только не помешала стихам врезаться в сознание нескольких поколений, но, кажется, еще и усилила эффект… Павел Коган за свои ничтожно малые творческие сроки успел оставить чуть не полдюжины снайперских попаданий, подхваченных другими поэтами уже после его гибели… Коган был блестящий знаток поэзии, обладал недюжинной культурой стиха, но вкус у него не только не утонченный, но направленный прямо-таки в противоположную сторону, бог же (в которого он не верил) его явно „звал“ и наградил чем-то вроде ясновидения, — что и подтверждается строками пронзительной и загадочной силы…»